# جيان كوينكا
جيان كوينكا (بالفرنسية: Jean-José Cuenca)‏ (22 أبريل 1986 بورغوان-جاليو فرنسا - ) هو لاعب كرة قدم فرنسي يلعب كلاعب وسط.

## روابط خارجية
- جيان كوينكا على موقع قاعدة بيانات كرة القدم.إي يو (الإنجليزية)
- جيان كوينكا على موقع Soccerbase.com (لاعب) (الإنجليزية)